# Ogenyi Onazi
Ogenyi Eddy Onazi (* 25. prosince 1992) je nigerijský fotbalový záložník a reprezentant, od roku 2016 hráč klubu Trabzonspor. Mimo Nigérii prošel angažmá v Itálii a Turecku.

## Klubová kariéra
- My People FC (mládež)
- Lazio Řím (mládež)
- Lazio Řím 2012–2016
- Trabzonspor 2016–

## Reprezentační kariéra
Nastupoval za nigerijské mládežnické reprezentace U17 a U20.
V reprezentačním A-mužstvu Nigérie debutoval v roce 2012.

S nigerijskou reprezentací se zúčastnil Afrického poháru národů 2013 v Jihoafrické republice, kde získal s mužstvem titul.
Představil se i na MS 2014 v Brazílii.